# Гонец (шхуна, 1820)
«Гонец» — парусная шхуна Черноморского флота Российской империи, участник русско-турецкой войны 1828—1829 годов.

## Описание судна
Парусная шхуна с деревянным корпусом. Артиллерийское вооружение судна по сведениям из различных источников составляли от 12 до 14 пушек.
Одна из четырёх шхун и восьми одноимённых парусных судов, которые несли службу в составе Российского императорского флота. Также в составе Черноморского флота несли службу одноимённые шхуны 1835 и 1878 годов постройки, а в составе Балтийского флота одноимённые шхуна 1829 года постройки, транспорт 1785 года постройки, парусный катер 1800 года постройки и два брига 1808 и 1818 годов постройки.

## История службы
Шхуна «Гонец» была приобретена 1820 году для нужд Черноморского флота России. В 1821 году после начала греческого восстания в Турции, возник вопрос о выборе нового пути доставки почтовой корреспонденция в Константинополь и Южную Европу вместо ставших недоступными Бессарабии, и территорий современных Румынии и Болгарии. В связи с этим новороссийский генерал-губернатор А. Ф. Ланжерон ходатайствовал о начале морского почтового сообщения с Константинополем с использованием двух пакетботов. В связи с тем, что ходатайство было также поддержано российским послом в Турции Г. А. Строгановым, по распоряжению императора из шхуна «Гонец» совместно со шхуной «Севастополь» были выделены для доставки почты и два раза в месяц совершали почтовые рейсы из Одессы в Константинополь. До 1824 год ежегодно совершала плавания с почтой до Константинополя, также в кампании этих лет периодически принимал участие выходила в практических плаваниях в Чёрном море. В 1825 году конвоировала транспортные суда из Севастополя в Керчь и Сухум-Кале. В 1826 и 1827 годах выходила в крейсерство к берегам Кавказа. 
Принимала участие русско-турецкой войне 1828—1829 годов. 17 (29) июня 1828 года пришла из Сухум-Кале к Анапе и присоединилась к находящейся там эскадре вице-адмирала А. С. Грейга. С 19 июня (1 июля) по 23 июня (5 июля) июня ходила в Керчь, после чего вернулась к Анапе, а 24 июня (6 июля) ушла в Севастополь и встала на ремонт. 9 (21) июля ушла из Севастополя и, присоединившись к эскадре А. С. Грейга, к 13 (25) июля прибыла к Коварне. С 16 (28) июля по 28 июля (9 августа) доставляла депеши в Одессу, а оттуда ушла к Варне. 17 (29) августа ходила для встречи гребных судов, шедших из Измаила, и 21 августа (2 сентября) привела к Варне йол и канонерскую лодку. 24 августа (5 сентября) подошла к берегу и вела обстрел турецких войск, направлявшихся к крепости Варны. С 30 августа (11 сентября) по 14 (26) сентября выходила в крейсерство к мысу Галата, после чего вернулась к Варне. С 6 (18) по 12 (24) сентября перешла от Варны в Севастополь в составе эскадры. 25 декабря 1828 (6 января 1829) года шхуна вернулась к Варне, где до весны 1829 года занимала брандвахтенный пост. В марте 1829 года шхуна вернулась в Севастополь.
С 5 (17) мая и до августа 1829 года выходила в крейсерство к берегам Кавказа. В 1830 и 1831 годах выходила в плавания в Чёрное море, в том числе в крейсерские плавания вдоль абхазских и анатолийских берегов.
По окончании службы после 1831 года шхуна «Гонец» была разобрана.

## Командиры шхуны
Командирами парусной шхуны «Гонец» в составе Российского императорского флота в разное время служили:
- А. М. Мансветов (1822 год);
- лейтенант М. Ф. Хомутов (1823 год)[14];
- лейтенант И. Г. Полозов (1824 год)[8];
- К. Е. Бралиан (Бральянт) (1825–1826 годы и с июня 1827 года по июль 1828 года);
- И. П. Барковский (до июня 1827 года);
- Ф. С. Лутковский (с июня 1828 года по 1829 год);
- Н. Ф. Метлин (1830 год);
- лейтенант Г. В. Петров (1831 год)[15].